# جیل پتیس
جیل پتیس (متولد ۲۲ سپتامبر ۱۹۵۲) یک سیاستمدار نیوزیلندی و عضو حزب کارگر این کشور است.

## زندگی‌نامه
او در ۲۲ سپتامبر ۱۹۵۲ متولد شد. قبل از ورود به سیاست، یک پرستار و مسئول امور مالی در یک بانک بود.